# Chorba
La chorba (in tamazight ⵛⴰⵕⴱⴰ, caṛba; in arabo شُرْبَة, šurba) è una zuppa magrebina diffusa in Tunisia, Algeria e Libia. In Marocco e nell'Algeria occidentale corrisponde all'harira, conosciuta anche come Shoorba in Asia Centrale (Turkmenistan, Uzbekistan e Afghanistan).
Etimologicamente, il nome deriva dalla parola araba شربة, ovvero "liquido". La chorba è un piatto tipico del Ramadan, e viene servita per la rottura serale del digiuno. La chorba è una zuppa leggera contenente carne di agnello o di montone, pomodoro e vermicelli o grano. Altre verdure possono essere aggiunte fra cui carote, cipolle o zucchine. La ricetta varia di paese in paese: quella tunisina contiene solitamente carne di vitello o di manzo, ma è anche più piccante di quella algerina, anche definita chorba frik, contiene coriandolo e menta.
In Romania e nei Balcani vengono preparate diverse varianti di questa zuppa denominate ciorbă.